# Heshterāk
Heshterāk (persiska: هشتراک, هِشتِراك, هَشتَراك, Hashtarāk) är en ort i Iran.   Den ligger i provinsen Västazarbaijan, i den nordvästra delen av landet, 700 km väster om huvudstaden Teheran. Heshterāk ligger 2 461 meter över havet och antalet invånare är 579.
Terrängen runt Heshterāk är kuperad. Runt Heshterāk är det ganska tätbefolkat, med 83 invånare per kvadratkilometer. Närmaste större samhälle är Karīkān, 4,5 km sydväst om Heshterāk. Trakten runt Heshterāk består i huvudsak av gräsmarker.